# Флоринка
Флори́нка (також Фльоринка, Фльорінка, пол. Florynka) — село в Польщі, у гміні Грибів Новосандецького повіту Малопольського воєводства. Розташоване на теренах Лемківщини — української етнічної території, на якій здавна проживала етнографічна група українців — лемки.
Населення — 1539 осіб (2011).

## Географія
Флоринка розташована на півдні Польщі, неподалік від словацького кордону. В селі річка Мостиша впадає у річку Білу.
Через село пролягає воєводська дорога № 981.

## Історія
Засноване 1574 року Клеменсом Воргачем. У період середньовіччя було власністю краківської єпархії, підкоряючись адміністрації міста Мушина, що належало костелу.
1880 р. налічувалося 935 жителів (усі — греко-католики).
У 1918–1920 роках — столиця Руської народної республіки лемків. Її ще називали «Лемківською республікою Флоринки». В селі була москвофільська читальня імені Качковського. Більшість селян (крім 228) на 1936 рік перейшли до Польської православної церкви.
До середини XX ст. в регіоні переважало лемківське населення. У 1939 році з 1250 жителів села — 1160 русинів, 70 поляків (працівники тартака) і 20 євреїв. До 1945 р. в селі була греко-католицька парафія Грибівського деканату, до якої також належала Вафка, метричні книги велися з 1776 року.
У жовтні 1946 року сотня УПА Романа Гробельського «Бродича» роззброїла пост польської міліції в селі. У червні наступного року лемківське населення Флоринки було примусово виселене в ході операції «Вісла» і розсіяне по 30-ти селах у 6-ти повітах на Понімецьких землях. Греко-католицького священика Андрія Абрагамовича кинули до концтабору в Явожні.
У 1975—1998 роках село належало до Новосондецького воєводства.

## Пам'ятки
- Мурована церква 1875 року (тепер костел), збереглася частина внутрішнього оздоблення.
- Військовий цвинтар № 126, на якому спочивають німецькі та угорські солдати, загиблі під час Першої світової війни. Згідно з традицією, у братській могилі поховані воїни угорських 2-го гонведського полку і 30-го піхотного гонведського полку.

## Відомі люди

### У Флоринці народилися
- Адам (Дубец) (1926—2016) — архієпископ Перемишльський і Новосанчівський
- Григорій Пецух (1923—2008) — скульптор
- Валерій Яворський (1848—1924) — лікар
- Еміліан Чирнянський[pl] — хімік.

## Демографія
Демографічна структура станом на 31 березня 2011 року:
|          | Загалом | Допрацездатний вік | Працездатний вік | Постпрацездатний вік |
| -------- | ------- | ------------------ | ---------------- | -------------------- |
| Чоловіки | 768     | 246                | 486              | 36                   |
| Жінки    | 771     | 245                | 437              | 89                   |
| Разом    | 1539    | 491                | 923              | 125                  |